# Christophe Psyché
Christophe Charles Steven René Psyché (Cannes, 28 luglio 1988) è un calciatore francese, difensore svincolato.

## Carriera

### Club
Psyché ha vestito la maglia dei norvegesi dell'Oslo City nella stagione 2010. Il trasferimento si è concretizzato grazie all'intermediazione di Salif Diao. Nel corso della stagione, a causa di alcuni problemi fisici, lo spazio in squadra per Psyché è stato limitato. L'anno seguente ha militato nelle file del Løv-Ham, in 1. divisjon: ha esordito in campionato in data 3 aprile, schierato titolare nella sconfitta per 1-0 patita sul campo del Ranheim.
Nel corso della stessa annata, è passato al Kristiansund, in 2. divisjon. Ha contribuito alla promozione in 1. divisjon arrivata al termine del campionato 2012.
Il 15 novembre 2013, l'HamKam ha ufficializzato il tesseramento di Psyché, con l'accordo che sarebbe stato formalizzato alla riapertura del calciomercato locale: il francese ha firmato un accordo biennale. Il 7 aprile 2014 ha quindi debuttato con questa casacca, schierato titolare nella sconfitta casalinga per 0-1 subita contro l'Hødd.
Il 24 luglio 2014, Psyché ha firmato un contratto valido fino al termine della stagione con il Sogndal, in Eliteserien. Il 27 luglio ha disputato quindi la prima partita nella massima divisione norvegese, subentrando a Bjørn Inge Utvik nella partita persa per 1-3 contro l'Odd: è stato proprio Psyché a trovare il gol in favore della sua squadra.
Il 17 gennaio 2018, Psyché si è trasferito ai cechi del Baník Ostrava: si è legato al nuovo club con un contratto valido fino al 30 giugno 2020. Il 17 febbraio 2018 è arrivato quindi il debutto in 1. liga, nella partita persa per 1-2 contro lo Slovácko.
Il 30 luglio 2018 ha fatto ritorno in Norvegia, nuovamente al Kristiansund, con cui si è accordato con un contratto valido fino al termine dell'annata in corso. Il 12 agosto è tornato pertanto a calcare i campi da calcio locali, sostituendo Andreas Hopmark nella sconfitta per 3-0 subita in casa del Bodø/Glimt.
Il 17 dicembre 2018 ha prolungato il contratto che lo legava al Kristiansund, fino al 31 dicembre 2020.
Svincolato, il 31 gennaio 2021 è stato ingaggiato dai ciprioti dell'AEL Limassol.
Ad agosto 2021 ha fatto ritorno in Norvegia, firmando per il Tromsø.

## Statistiche

### Presenze e reti nei club
Statistiche aggiornate al 1º gennaio 2025.
| Stagione            | Squadra             | Campionato          | Campionato | Campionato | Coppe nazionali | Coppe nazionali | Coppe nazionali | Coppe continentali | Coppe continentali | Coppe continentali | Altre coppe | Altre coppe | Altre coppe | Totale | Totale | Totale |
| Stagione            | Squadra             | Comp                | Pres       | Reti       | Comp            | Pres            | Reti            | Comp               | Pres               | Reti               | Comp        | Pres        | Reti        | Pres   | Reti   |        |
| ------------------- | ------------------- | ------------------- | ---------- | ---------- | --------------- | --------------- | --------------- | ------------------ | ------------------ | ------------------ | ----------- | ----------- | ----------- | ------ | ------ | ------ |
| 2010                | Oslo City           | 2D                  | ?          | ?          | CN              | ?               | ?               | -                  | -                  | -                  | -           | -           | -           | ?      | ?      |        |
| gen.-lug. 2011      | Løv-Ham             | 1D                  | 13         | 0          | CN              | 2               | 1               | -                  | -                  | -                  | -           | -           | -           | 15     | 1      |        |
| lug.-dic. 2011      | Kristiansund        | 2D                  | ?          | ?          | CN              | ?               | ?               | -                  | -                  | -                  | -           | -           | -           | ?      | ?      |        |
| 2012                | Kristiansund        | 2D                  | ?          | ?          | CN              | ?               | ?               | -                  | -                  | -                  | -           | -           | -           | ?      | ?      |        |
| 2013                | Kristiansund        | 1D                  | 26         | 3          | CN              | 2               | 1               | -                  | -                  | -                  | -           | -           | -           | 28     | 4      |        |
| gen.-lug. 2014      | HamKam              | 1D                  | 14         | 0          | CN              | 3               | 0               | -                  | -                  | -                  | -           | -           | -           | 17     | 0      |        |
| lug.-dic. 2014      | Sogndal             | ES                  | 10         | 2          | CN              | -               | -               | -                  | -                  | -                  | -           | -           | -           | 10     | 2      |        |
| 2015                | Sogndal             | 1D                  | 28         | 1          | CN              | 3               | 1               | -                  | -                  | -                  | -           | -           | -           | 31     | 2      |        |
| 2016                | Sogndal             | ES                  | 29         | 3          | CN              | 3               | 0               | -                  | -                  | -                  | -           | -           | -           | 32     | 3      |        |
| 2017                | Sogndal             | ES                  | 6          | 0          | CN              | 0               | 0               | -                  | -                  | -                  | -           | -           | -           | 6      | 0      |        |
| Totale Sogndal      | Totale Sogndal      | Totale Sogndal      | 73         | 6          |                 | 6               | 1               |                    | -                  | -                  |             | -           | -           | 79     | 7      |        |
| gen.-lug. 2018      | Baník Ostrava       | 1L                  | 7          | 0          | CRC             | 0               | 0               | -                  | -                  | -                  | -           | -           | -           | 7      | 0      |        |
| lug.-dic. 2018      | Kristiansund        | ES                  | 13         | 0          | CN              | -               | -               | -                  | -                  | -                  | -           | -           | -           | 13     | 0      |        |
| 2019                | Kristiansund        | ES                  | 26         | 7          | CN              | 1               | 0               | -                  | -                  | -                  | -           | -           | -           | 27     | 7      |        |
| 2020                | Kristiansund        | ES                  | 22         | 2          | -               | -               | -               | -                  | -                  | -                  | -           | -           | -           | 22     | 2      |        |
| Totale Kristiansund | Totale Kristiansund | Totale Kristiansund | 87+        | 12+        |                 | 3+              | 1+              |                    | -                  | -                  |             | -           | -           | 97     | 8      |        |
| gen.-giu. 2021      | AEL Limassol        | A                   | 5          | 0          | CC              | 3               | 0               | -                  | -                  | -                  | -           | -           | -           | 8      | 0      |        |
| ago.-dic. 2021      | Tromsø              | ES                  | 16         | 0          | CN              | 0               | 0               | -                  | -                  | -                  | -           | -           | -           | 16     | 0      |        |
| 2022                | Tromsø              | ES                  | 27         | 2          | CN              | 1               | 0               | -                  | -                  | -                  | -           | -           | -           | 28     | 2      |        |
| 2023                | Tromsø              | ES                  | 26         | 1          | CN              | 1               | 0               | -                  | -                  | -                  | -           | -           | -           | 27     | 1      |        |
| 2024                | Tromsø              | ES                  | 7          | 0          | CN              | 2               | 0               | UECL               | 0                  | 0                  | -           | -           | -           | 9      | 0      |        |
| Totale Tromsø       | Totale Tromsø       | Totale Tromsø       | 76         | 3          |                 | 4               | 0               |                    | -                  | -                  |             | -           | -           | 80     | 3      |        |
| Totale carriera     | Totale carriera     | Totale carriera     | 275+       | 21+        |                 | 21+             | 3+              |                    | -                  | -                  |             | -           | -           | 296+   | 24+    |        |